# Östraby kyrka
Östraby kyrka i samhället Östraby i Hörby kommun. Den tillhör Hörby församling i Lunds stift.

## Kyrkobyggnaden
Kyrkan, som är vigd till Sankta Margareta, uppfördes troligtvis under sent 1100-tal. Kyrkan hade i sitt ursprungliga skick ett kor med absid samt långhus. Ett i planform kvadratiskt torn uppfördes senare i väster. Under 1400-talet slogs valv i kyrkan. 1836 utökades kyrkan med tillbyggnader norr och söder om långhuset. Under en genomgripande restaurering i slutet av 1800-talet upptäcktes överkalkade målningar från 1400-talet.
Peter Wieselgren verkade som kyrkoherde i Östraby under 1800-talet.

## Inventarier
Bland kyrkans äldre inventarier märks en dopfunt från romansk tid och ett krucifix från sent 1400-tal. Kyrkan har också ett altarskåp från andra hälften av 1400-talet vari finns en scen med Sankta Anna själv tredje motivet.

### Orgel
- 1867 byggde Sven Fogelberg, Lund en orgel med 15 stämmor.
- 1902 byggde Johannes Magnusson, Göteborg en orgel med 13 stämmor.
- Den nuvarande orgeln byggdes 1953 av Wilhelm Hemmersam, Köpenhamn och är en mekanisk orgel. Fasaden är samtida med orgeln.

| Huvudverk I  | Ryggpositiv II | Pedal      | Koppel |
| Principal 8' | Gedackt 8'     | Subbas 16' | I/P    |
| Rörflöjt 8'  | Principal 4'   | Oktav 8'   | II/P   |
| Oktav 4'     | Rörflöjt 4'    | Nathorn 4' | II/I   |
| Quint 2 2/3' | Blockflöjt 2'  |            |        |
| Oktav 2'     | Quint 1 1/3'   |            |        |
| Mixtur 3 kor | Regal 8'       |            |        |

### Webbkällor
- Åsbo Släkt- och Folklivsforskare
- ”Östraby kyrka”. Svenska kyrkan. Arkiverad från originalet den 18 april 2013. https://archive.is/20130418093314/http://www.svenskakyrkan.se/default.aspx?id=662970. Läst 27 mars 2011.
- Wikimedia Commons har media som rör Östraby kyrka.